# اوزون (رومی)
اوزون  جماعت و شهرکی در جنوب غربی کشور تاجیکستان است که در ناحیهٔ جلال‌الدین رومی ولایت ختلان قرار دارد. جمعیت این جماعت ۱۶۴۹۸ است.